# Puerto Rico op de Olympische Zomerspelen 2016
Puerto Rico nam deel aan de Olympische Zomerspelen 2016 in Rio de Janeiro, Brazilië. 42 atleten behoorden tot de selectie, actief in vijftien verschillende sporten. Alle deelnemers gingen op voor individuele disciplines, met als uitzondering de twaalf zaalvolleybalvrouwen. Voor het eerst was de meerderheid van de Puerto Ricaanse olympische ploeg vrouw. Worstelaar vrije stijl Jaime Espinal droeg de Puerto Ricaanse vlag tijdens de openings- en sluitingsceremonie van de Spelen.
Tennisster Mónica Puig won de eerste gouden medaille van Puerto Rico in haar olympische geschiedenis. In het vrouwenenkelspel versloeg ze in de finale de als tweede geplaatste Duitse Angelique Kerber (6–4, 4–6, 6–1). Op weg naar de olympische finale versloeg Puig onder anderen grandslamwinnaressen Garbiñe Muguruza en Petra Kvitová. Na afloop van de Spelen werd Puig door het internationaal olympisch comité (IOC) uitgeroepen tot beste atlete van de Olympische Zomerspelen 2016.

## Medailleoverzicht
| Sport  | Olympiër    | Discipline    | Medaille |
| ------ | ----------- | ------------- | -------- |
| Tennis | Monica Puig | enkelspel (v) | Goud     |

## Deelnemers en resultaten
(m) = mannen, (v) = vrouwen 

### Atletiek
| Olympiër           | Discipline               | Resultaat | Prestatie |
| ------------------ | ------------------------ | --------- | --- |
| Andrés Arroyo      | 800m (m)                 | 22e       | serie 2: 3de in 1.46,17 halve finale 1: 7de in 1.46,74 |
| Wesley Vázquez     | 800m (m)                 | 32e       | serie 4: 5de in 1.46,96 |
| Eric Alejandro     | 400 m horden (m)         | 23e       | serie 2: 2de in 49,54 halve finale 3: 7de in 49,95 |
| Javier Culson      | 400 m horden (m)         | DSQ       | serie 3: 2de in 48,53 halve finale 2: 2de in 48,46 finale: DSQ |
| Luis Castro        | hoogspringen (m)         | 13e       | kwalificatie groep A: 6de met 2,26m finale: 13de met 2,25m |
| David Smith        | hoogspringen (m)         | 23e       | kwalificatie groep B: 12de met 2,26m |
|                    |                          |           | |
| Celiangeli Morales | 200m (v)                 | 29e       | serie 2: 5de in 23,00 |
| Jasmine Quin       | 100m horden (v)          | DSQ       | serie 5: 1ste in 12,70 halve finale 2: DSQ |
| Grace Claxton      | 400m horden (v)          | 14e       | serie 2: 3de in 56,40 halve finale 3: 5de in 55,85 |
| Beverly Ramos      | marathon (v)             | 71e       | 2:43.52 |
| Diamara Planell    | polsstokhoogspringen (v) | 29e       | kwalificatie groep B: 16de met 4,15m |
| Alysbeth Felix     | zevenkamp                | 26e       | 100m horden: 26ste in 14,07 hoogspringen: 26ste met 1,68m kogelstoten: 28ste met 11,36m 200m: 18de in 24,74 verspringen: 13de met 6,22m speerwerpen: 23ste met 40,17m 800m: 15de in 2.15,32 totaal: 5805 punten |

### Boksen
| Olympiër        | Discipline | Resultaat | Prestatie                             |
| --------------- | ---------- | --------- | ------------------------------------- |
| Jeyvier Cintrón | –52kg (m)  | 17e       | 1ste ronde: V van KAZ Sattibajev: 1–2 |

### Gewichtheffen
| Olympiër    | Discipline | Resultaat | Prestatie                                                 |
| ----------- | ---------- | --------- | --------------------------------------------------------- |
| Lely Burgos | –53kg (v)  | 9e        | trekken: 9de met 72kg stoten: 8ste met 90kg totaal: 162kg |

### Judo
| Olympiër       | Discipline | Resultaat | Prestatie                                                                |
| -------------- | ---------- | --------- | ------------------------------------------------------------------------ |
| María Pérez    | –70kg (v)  | 9e        | 1ste ronde: W van CRO Matić: waza-ari 2de ronde: V van COL Alvear: shido |
| Melissa Mojica | +78 kg (v) | 9e        | 1ste ronde: vrij 2de ronde: V van TUR Sayit:: ippon                      |

### Paardensport
| Olympiër      | Discipline  | Resultaat | Prestatie |
| Eventing      | Eventing    | Eventing  | Eventing |
| ------------- | ----------- | --------- | --- |
| Lauren Billys | individueel | 44e       | dressuur: 55ste met 56,00 strafpunten crosscountry: 45ste met 88,40 strafpunten springconcours: 41ste met 11,00 strafpunten totaal: 155,40 strafpunten |

### Schietsport
| Olympiër        | Discipline             | Resultaat | Prestatie                                                    |
| --------------- | ---------------------- | --------- | ------------------------------------------------------------ |
| Yarimar Mercado | 10m luchtgeweer (v)    | 43e       | kwalificatie: 43ste met 406,6 punten (104,7-102,6-99,8-99,5) |
| Yarimar Mercado | 50m drie houdingen (v) | 24e       | kwalificatie: 24ste met 576 punten (197-195-184)             |

### Schoonspringen
| Olympiër        | Discipline    | Resultaat | Prestatie                                                                                           |
| --------------- | ------------- | --------- | --------------------------------------------------------------------------------------------------- |
| Rafael Quintero | 10m toren (m) | 7e        | voorronde: 10de met 456,55 punten halve finale: 7de met 471,20 punten finale: 7de met 485,35 punten |

### Taekwondo
| Olympiër       | Discipline | Resultaat | Prestatie                             |
| -------------- | ---------- | --------- | ------------------------------------- |
| Crystal Weekes | +67kg (v)  | 11e       | kwalificatie: V van USA Galloway: 0–5 |

### Tafeltennis
| Olympiër       | Discipline    | Resultaat | Prestatie |
| -------------- | ------------- | --------- | --- |
| Brian Afanador | enkelspel (m) | 49e       | voorronde: W van CGO Saka: 4-3 (8–11, 12–10, 11–9, 9–11, 11–13, 11–9, 11–7) 1ste ronde: V van EGY Assar: 2-4 (7–11, 9–11, 13–11, 11–9, 11–9, 11–4) |
|                |               |           | |
| Adriana Diaz   | enkelspel (v) | 33e       | voorronde: vrij 1ste ronde: W van NGR Oshonaike: 4-2 (11–7, 7–11, 4–11, 11–7, 11–5, 11–2) 2de ronde: V van FRA Li: 0-4 (1-11, 6-11, 8-11, 8-11)    |

### Tennis
| Olympiër    | Discipline    | Resultaat | Prestatie |
| ----------- | ------------- | --------- | --- |
| Mónica Puig | enkelspel (v) | Goud      | 1ste ronde: W van SLO Hercog: 6–3, 6–2 2de ronde: W van RUS Pavljoetsjenkova: 6–3, 6–2 3de ronde: W van ESP Muguruza: 6–1, 6–1 kwartfinale: W van GER Siegemund: 6–1, 6–1 halve finale: W van CZE Kvitová: 6–4, 1–6, 6–3 finale: W van GER Kerber: 6–4, 4–6, 6–1 |

### Triatlon
| Olympiër      | Discipline | Resultaat | Prestatie |
| ------------- | ---------- | --------- | --------- |
| Manuel Huerta | mannen     | 43e       | 1:53.22   |

### Volleybal
| Olympiër | Discipline | Resultaat | Prestatie |
| --- | ---------- | --------- | --- |
| Debora Seilhamer L Shara Venegas Vilmarie Mojica Yarimar Rosa A Stephanie Enright Áurea Cruz Diana Reyes Karina Ocasio Natalia Valentín Alexandra Oquendo Daly Santana Lynda Morales | zaal (v)   | 11e       | groep B: 6de V van Verenigde Staten: 0-3 (17-25, 22-25, 17-25) V van Servië: 0-3 (27-29, 18-25, 20-25) V van China: 0-3 (20-25, 17-25, 18-25) V van Nederland: 0-3 (14-25, 22-25, 16-25) V van Italië: 0-3 (14-25,13-25, 22-25) |

| # | Ploeg            | Punten | Wedstrijden | Wedstrijden | Wedstrijden | Spelpunten | Spelpunten | Spelpunten | Sets | Sets | Sets  |
| # | Ploeg            | Punten | G           | W           | V           | W          | V          | Ratio      | W    | V    | Ratio |
| - | ---------------- | ------ | ----------- | ----------- | ----------- | ---------- | ---------- | ---------- | ---- | ---- | ----- |
| 1 | Verenigde Staten | 14     | 5           | 5           | 0           | 470        | 400        | 1,175      | 15   | 5    | 3,000 |
| 2 | Nederland        | 11     | 5           | 4           | 1           | 455        | 425        | 1,070      | 14   | 7    | 2,000 |
| 3 | Servië           | 10     | 5           | 3           | 2           | 410        | 394        | 1,040      | 12   | 6    | 2,000 |
| 4 | China            | 7      | 5           | 2           | 3           | 398        | 389        | 1,023      | 9    | 9    | 1,000 |
| 5 | Italië           | 3      | 5           | 1           | 4           | 351        | 374        | 0,938      | 4    | 12   | 0,333 |
| 6 | Puerto Rico      | 0      | 5           | 0           | 5           | 277        | 379        | 0,730      | 0    | 15   | 0,000 |

| Datum       | Lokale tijd | Plaats         | Ronde      | Land             | Score | Land        |
| ----------- | ----------- | -------------- | ---------- | ---------------- | ----- | ----------- |
| 6 augustus  | 17:05       | Rio de Janeiro | groepsfase | Verenigde Staten | 3–0   | Puerto Rico |
| 8 augustus  | 17:05       | Rio de Janeiro | groepsfase | Servië           | 3–0   | Puerto Rico |
| 10 augustus | 09:30       | Rio de Janeiro | groepsfase | China            | 3–0   | Puerto Rico |
| 12 augustus | 17:05       | Rio de Janeiro | groepsfase | Nederland        | 3–0   | Puerto Rico |
| 14 augustus | 15:00       | Rio de Janeiro | groepsfase | Italië           | 3–0   | Puerto Rico |

### Wielersport
| Olympiër        | Discipline       | Resultaat | Prestatie |
| --------------- | ---------------- | --------- | --------- |
| Brian Babilonia | wegwedstrijd (m) | DNF       | DNF       |

### Worstelen
| Olympiër        | Discipline  | Resultaat   | Prestatie                                                                                     |
| Vrije stijl     | Vrije stijl | Vrije stijl | Vrije stijl                                                                                   |
| --------------- | ----------- | ----------- | --------------------------------------------------------------------------------------------- |
| Franklin Gómez  | –65kg (m)   | 9e          | kwalificatie: vrij 1ste ronde: W van BUL Novatsjkov: 3–1 kwartfinale: V van UZB Navruzov: 1–3 |
| Jaime Espinal V | –86kg (m)   | 11e         | kwalificatie: vrij 1ste ronde: V van TUR Yaşar: 1–3 herkansingen: V van CUB Salas: 1–3        |

### Zwemmen
| Olympiër       | Discipline         | Resultaat | Prestatie                 |
| -------------- | ------------------ | --------- | ------------------------- |
| Vanessa García | 50m vrije slag (v) | 22e       | serie 8: 1ste in 24,94 NR |